# Napoleons felttog i Rusland
Napoleons felttog i Rusland (fransk: Campagne de Russie, russisk: Den patriotiske krig i 1812, russisk: Отечественная война 1812 года eller 1812-krigen) var et fransk felttog ledet af den franske kejser Napoleon med det formål at tvinge Det Russiske Kejserrige ind i kontinentalblokaden af Storbritannien.
Felttoget blev indledt den 24. juni 1812, da den første bølge af en multinational hær, kaldet Grande Armée med mellem 450.000 og 600.000 mand, gik over den russiske grænse. Den russiske hær rådede ved invasionens begyndelse over 100-200.000 mand. Gennem en serie af lange marcher lykkedes det hurtigt Napoleon at drive sin hær langt ind i Rusland i et forgæves forsøg på at nedkæmpe den russiske hær, der trak sig tilbage for den fremrykkende invasionshær. Den russiske hær under ledelse af Michael Andreas Barclay de Tolly undgik større konfrontationer med den franske invasionsstyrke, og det kom i krigens første faser kun til et enkelt større slag, slaget ved Smolensk i august 1812, hvor Napoleon trak sig sejrrigt ud, men uden at kunne gøre den russiske hær ukampdygtig. Under den nye øverstkommanderende Mikhail Kutuzov fortsatte den russiske hær sit tilbagetog under brug af den brændte jords taktik, hvilket besværliggjorde invasionshæren muligheder for at skaffe sig forsyninger til den enorme hær.
Den russiske hær konfronterede først den invaderende franske hær ca. 110 km vest for Moskva under slaget ved Borodino. Napoleon opnåede en snæver sejr under slaget, men hans hær led store tab og det lykkedes ikke at ødelægge den russiske hær. Russerne trak sig tilbage mod syd og overlod Moskva åben for den franske hær. Den 14. september indtog Napoleon med sin hær på 100.000 mand byen, der dog forinden var blevet evakueret og brændt ned af russerne. Napoleon blev i Moskva i fem uger, hvor han afventede et fredsforslag fra zar Aleksandr 1. Der kom aldrig et fredsforslag, og Napoleon påbegyndte herefter et tilbagetog. Mangel på føde til mænd og heste, forfrysninger, sygdom og konstante guerillaangreb fra russiske bønder og kosakker førte til enorme tab i den franske hær.  Tre dage efter slaget ved Berezina var der blot omkring 10.000 mand tilbage i den franske grande armee. Den 5. december 1812 forlod Napoleon hæren og vendte tilbage til Paris.

## Baggrund
Den russiske zar Aleksandr 1. trak sig den 31. december 1810 ud af kontinentalspærringen mod Storbritannien.
Schönbrunn-traktaten, der afsluttede krigen mellem Frankrig og Østrig-Ungarn, havde en bestemmelse, der overførte den vestlige del af Galicien fra Østrig til Hertugdømmet Warszawa. Rusland anså dette som værende i modstrid med dets interesser, herunder at der derved opstod en risiko for, at der fra området kunne iværksættes en invasion mod Rusland.
Napoleon havde forsøgt at opnå en bedre relation til Rusland ved et forsøg på gifte sig med Aleksandr 1.’s yngste søster, Anna Pavlovna. Men han endte med at gifte sig med den østrigske kejsers datter, Marie Louise af Østrig.
Napoleon selv var ikke i den samme fysiske tilstand som tidligere. Han var blevet overvægtig og havde svækket helbred.
Frankrig var fortsat involveret i den dyre og langtrukne selvstændighedskrig i Spanien, der bandt mellem  200.000–250.000 franske soldater.

## Logistik
Napoleon foretog omfattende forberedelser til invasionen herunder især at sikre hærens forsyninger under felttoget. Den franske indsats med tilrettelæggelsen var langt større end ved tidligere felttog. Der blev oprettet 20 bataljoner forsynings-"tog" med i alt 7.848 heste- og oksetrukne vogne, der kunne levere forsyninger til hæren i 40 dage samt et omfattende system af depoter i byer i det østlige Preussen og i Polen. Hele floddalen til Vistula (Wisła) blev i 1811-12 opbygget til forsyningsbase, ligesom der blev opbygget fem forsyningslinjer fra Rhinen til Vistula. Med invasionshæren fulgte tillige 50.000 stykker kvæg. Napoleon studerede nøje den russiske geografi og analyserede Karl 12.'s russiske felttog i 1708–1709 og forstod betydningen af, at hæren var understøttet af så mange forsyninger som muligt.
På trods af de omfattende og omhyggelige forberedelser viste det sig imidlertid, at felttoget netop kom til at lide under logistiske problemer, fordi forholdene i Rusland viste sig at være helt forskellige fra, hvad Napoleon tidligere havde oplevet, og hvad han havde forventet. Napoleon og hans hær havde været vant til at kunne supplere forsyningerne undervejs på felttogene, en strategi der fungerede fint i Centraleuropa med tæt befolkede områder, omfattende opdyrkede landbrugsområder og et udbygget vejnet. Forholdene i Rusland afveg imidlertid kraftigt fra forholdene i Centraleuropa, og mangel på mad og rent vand i de tyndt befolkede egne uden nævneværdige afgrøder indebar at mange soldater døde af sult eller sygdomme som følge af, at de drak forurenet vand fra mudder- og vandhuller og ved at spise fordærvet mad. Fortroppen i hæren spiste hvad de kunne finde, og styrkerne i bagtroppen sultede. Der var i Vilnius oprettet omfattende depoter, men øst for Vilnius var ingen depoter, og hæren måtte klare sig på egen hånd, herunder oprette nye depoter undervejs.
Udover problemerne med at skaffe tilstrækkeligt med vand og føde til tropper og deres heste og arbejdsdyr havde de tunge forsyningstog vanskeligt ved at følge med de fremadrykkende tropper, da de hestetrukne vogne og artilleri faldt bagud grundet manglen på egnede veje, ligesom de få veje, der var, under kraftige regnskyl forvandlede sig til mudder. Napoleon havde ikke forberedt sig tilstrækkeligt på det russiske rasputitsa, det fænomen, at de russiske veje til tider forvandles til dybt mudder som følge af enten smeltevand eller af kraftige regnskyl. Som det beskrives af historikeren Richard K. Riehn:
 Tordenbygerne den 24. [juni] forvandlede sig til skybrud, der gjorde hjulsporene – nogle dagbogsskrivere hævder, at der ikke var veje i Litauen – til bundløse moser. Vogne sank i til deres nav; hestene faldt om af udmattelse; mænd mistede deres støvler. Standsede vogne blev forhindringer, der tvang mænd rundt om dem og stoppede forsyningsvogne og artillerikolonner. Herefter kom solen, som bagte de dybe hjulspor til kløfter af cement, hvor hestene kunne brække deres ben og vogne deres hjul.

Vejenes ringe tilstand betød, at det på ruten fra Smolensk til Moskva kun var muligt at medbringe små vogne med begrænset last.
Det vanskelige forhold under invasionshærens march ind i Rusland i invasionens første måneder medførte et betydeligt antal dødsfald blandt soldater og arbejdsdyr. Sult og sygdomme som difteri, dysenteri og tyfus anslås at have taget livet af omkring en tredjedel af invasionshærens soldater i invasionens første uger.

### Den russiske vinter
Efter det fejlslagne felttog opstod det ordspil, at "general Januar og general Februar" besejrede Napoleon, en hentydning til den russiske vinter. Der er imidlertid tale om en myte; de franske tab var større under sommeren og efteråret grundet den fejlslagne forberedelse af forsyningerne og logistikken i den fremrykkende hær. Invasionens skæbne var beseglet længe inden den russiske vinter satte ind.
Da vinteren kom, havde soldaterne kun sommeruniformer på trods af, at de havde været fem uger i Moskva. De tilbageværende tropper var derfor ude af stand til at beskytte sig mod kulden på tilbagetoget. Hæren havde heller ikke sikret sig smedet hestesko til hestene, der således fik vanskeligt ved at trække på de tilisede veje. Vinteren satte ind under tilbagetoget til Frankrig. Sult og kulde førte til titusinder af soldaters død. I sine erindringer beskrev Napoleons betroede rådgiver Armand de Caulaincourt situationen således:
 Kulden var så intens, at der ikke kunne bivuakeres. Sort uheld for dem, der faldt i søvn ved et lejrbål! Dertil kom, at uorden var ved at vinde indpas i garden. Man fandt hele tiden mænd, som overvundet af kulden var blevet tvunget til at give op og var faldet til jorden, for svage eller for følelsesløse til at stå. Man burde hjælpe dem på vej - hvilket praktisk talt betød at bære dem. De bad en om at lade dem være i fred. Der var bivuakkerende langs vejen - burde man tage dem med til et lejrbål? Så snart disse stakler faldt i søvn, var de døde. Hvis de modstod trangen til at sove, ville en anden forbipasserende hjælpe dem lidt længere, og dermed forlænge deres smerte et kort stykke tid, men ikke redde dem, for i denne tilstand er døsigheden fremkaldt af kulde uimodståelig stærk. Søvnen kommer uundgåeligt, og søvn er døden. Jeg forsøgte forgæves at redde en række af disse uheldige. De eneste ord, de udtalte, var at bede mig, for Guds skyld, om at gå væk og lade dem sove. Når man hørte dem, skulle man have troet, at søvn var deres redning. Uheldigvis var det staklens sidste ønske. Men i det mindste ophørte hans lidelser uden smerte. Taknemmelighed, og endda et smil, var præget på de misfarvede læber. Det, jeg har fortalt om virkningerne af den ekstreme kulde og af denne form for død ved forfrysninger, er baseret på, hvad jeg så ske med tusindvis af individer. Vejen var dækket af deres lig.

Russerne var vant til vinteren og anså i øvrigt vinteren for relativ mild; floden Berezina var end ikke frosset til under det sidste større slag under invasionen.

## Invasionen
Invasionen begyndte den 24. juni 1812, da Napoleons Grande Armée krydsede den russiske grænse med mere end 600.000 mand, 180.000 heste og 1.300 stykker artilleri. Napoleon mødte ikke megen modstand i begyndelsen og rykkede hurtigt ind på fjendens territorium. Et af Napoleons kendemærker var hans hurtige fremrykninger, og han ønskede også, at invasionshæren rykkede hurtigt frem. Det viste sig imidlertid, at vejene i Litauen primært bestod af små jordveje og hjulspor gennem områder med tæt skov. Ved invasionens begyndelse kunne forsyningstropperne ikke følge med de fremrykkende tropper i det hastige tempo. 
 Trods vanskelige vejrforhold under invasionens første dage, hvor kraftig regn og bagende sol gjorde jordvejene vanskeligt passerbare, pressede Napoleon sine tropper hurtigt frem. Den centrale gruppe i hæren marcherede 110 km på to dage.
Det russiske hovedkvarter var ved invasionens begyndelse placeret i Vilnius. Kurérer fik givet besked om invasionen, og den 26. juni forlod Aleksandr 1. Vilnius og kommandoen blev overgivet til Barclay de Tolly. Barclay vurderede, at det ville være håbløst at angribe invasionshæren, der talte langt flere tropper, end hvad Barclay rådede over. Han gav derfor ordre til at rømme Vilnius og nedbrænde byens forsyningsdepoter og dens broer.
Den 28. juni rykkede Napoleon ind i Vilnius, hvor han kun blev mødt med let modstand. Det viste sig hurtigt for invasionshæren, at det var vanskeligt at skaffe sig supplerende forsyninger af mad og drikke, da de fleste områder i Litauen var uopdyrkede eller dækket af skov. Mulighederne for at skaffe sig forsyninger var således langt mindre end i Polen, og to dages forceret march havde gjort forsyningssituationen værre. Et væsentligt problem var, at der blev længere og længere mellem forsyningsdepoterne på invasionshærens vej, og at forsyningsvognene ikke kunne følge med den hastigt marcherende fortrop. Vejret blev også et problem, vekslende mellem kraftige regnskyl og bagende hede. Mange soldater blev syge af dysenteri grundet forurenet vand.
De vanskelige forhold betød, at mange soldater deserterede, særlig fra de spanske og portugisiske enheder. Desertørerne terroriserede lokalbefolkningen og plyndrede, hvad de kunne finde, og områderne, som invasionshæren drog igennem, blev i vidt omfang lagt øde.
Det franske kavaleri var chokerede over, at det russiske kavaleri var dem overlegne, og Napoleon måtte give ordre til. at infanteriet gav støtte til kavaleriet. Dette fik betydning for invasionshærens rekognoscering og efterretninger. På trods af at invasionshæren rådede over 30.000 kavalerister ved invasionens begyndelse, kunne hæren ikke opnå kontakt med Barclays styrker, hvorfor Napoleon måtte gætte på, hvor russerne befandt sig og udsende større enheder for at lokalisere de russiske styrkers position. Napoleon forsøgte forgæves at opnå kontakt med de russiske styrker, herunder gennem knibtangsmanøvrer, med henblik på at nedkæmpe den russiske hær.
Napoleon nåede Vilnius den 28. juni. Han havde mistet 10.000 heste undervejs, hvilket betød, at det var blevet endnu mere kompliceret at bringe tilstrækkelige forsyninger frem til tropperne. Napoleon havde forventet, at Aleksandr 1. ville søge en fredsaftale på dette tidspunkt, men tilbud om fred kom ikke. Barclay fortsatte uhindret sit tilbagetog med den russiske hær. Indtil dette tidspunkt havde Napoleons tidligere succesfulde taktik med hurtig fremrykning arbejdet imod invasionen: De lange hurtige marcher havde skabt massedeserteringer, sult og sygdomme som følge af forurenet drikkevand, og forsyningstropperne mistede tusindevis af trækheste, hvilket yderligere forværrede situationen. Omkring 50.000 desertører og andre, der ikke havde kunnet følge med i den hurtige fremrykning blev en lovløs gruppe, der kæmpede med de lokale bønder i en guerillakrig, der yderligere gjorde det vanskeligt at få flere forsyninger frem til den allerede kraftigt decimerede invasionshær.

### Kutuzov overtager kommandoen
Den russiske øverstkommanderende Barclay afviste at tage kampen op med invasionshæren trods kraftige opfordringer hertil fra general Bagration. Han forsøgte flere gange at etablere stærke defensive positioner, men den franske fremrykning skete for hurtigt til, at han kunne færdiggøre forberedelserne, hvorefter han måtte opgive og trække sig længere tilbage. Presset på Barclay medførte, at den russiske hær i august mødte invasionshæren i det første større slag; Slaget ved Smolensk den 16.-18. august. Forberedelserne til konfrontationen var fra russisk side ringe, grundet uenighed og dårlig kommunikation mellem Barclay og Bagration og fejlagtige efterretninger om de franske styrkers placering. Fransk artilleri bombarderede Smolensk og påførte byen store ødelæggelser. Barclay trak sig herefter tilbage fra byen og efterlod en mindre styrke for at dække tilbagetoget og sørgede for at ødelægge ammunition og broer i byen, der blev næsten totalt ødelagt. Det russiske nederlag i Smolensk førte til afsættelsen af Barclay som øverstkommanderende. Som ny øverstkommanderende blev udpeget den populære og erfarne Mikhail Illarionovitj Kutuzov.
Kutuzov fastholdt imidlertid Barclays strategi om udmattelseskrig i stedet for at risikere større tab i en åben konfrontation med invasionshæren. Kutozov trak hæren længere tilbage mod øst samtidig med, at han intensiverede kosakkernes guerillakrigsførelse. Grundet politisk pres om ikke at opgive Moskva uden kamp, indtog Kutuzov en defensiv position ca. 110 km vest for Moskva ved landsbyen Borodino.
Samtidig havde den russiske general Peter Wittgenstein ved det første slag ved Polotsk den 17. og 18. august standset invasionshærens fremrykning mod hovedstaden Sankt Petersborg.

### Slaget ved Borodino
Slaget ved Borodino blev udkæmpet den 7. september 1812. Det var det største og blodigste slag under den franske invasion af Rusland og invasionshærens sidste offensive operation. I slaget deltog mere end 250.000 mand, hvoraf 70.000 døde. Det lykkedes Napoleons invasionshær at indtage en række stillinger på slagmarken, men det lykkedes ikke at sætte den russiske hær ud af spillet. Russerne trak sig ved slagets afslutning tilbage, men ydede fortsat modstand. Napoleon havde under tidligere slag haft stor succes med at forfølge en flygtende hær og ødelægge denne, men ved Slaget om Borodino var han ude af stand til at følge denne taktik. Ca. en tredjedel af Napoleons hær blev dræbt eller såret. De russiske tab var noget større, men russerne havde den fordel, at de forholdsvist enkelte kunne supplere hæren med nye tropper, hvorimod Napoleons i forvejen slidte hær ikke kunne få yderligere forstærkninger.
Russerne trak hæren sydpå og omgrupperede og forstærkede tropperne. Vejen til Moskva var herefter åben for Napoleon. Mikhail Kutuzov gav ordre til at evakuere Moskva og sikre, at invasionshæren ikke kunne finde forsyninger i byen, og at byen skulle brændes ned. Den 10. september 1812 rykkede invasionshæren fra Borodino med Moskva.

### Erobringen af Moskva
Napoleon rykkede ind i Moskva den 14. september 1812. Til hans overraskelse blev han ikke modtaget af en delegation fra byen. Da ordren om evakuering blev givet, havde byen en befolkning på omkring 270.000 mennesker. To døgn senere var tre fjerdedele af byen lagt i aske. Sankt Petersborg var i 1812 den politiske hovedstad i Det Russiske Kejserrige, men Moskva var rigets åndelige hovedstad.

### Tilbagetoget
Napoleon havde forventet, at den russiske zar Aleksandr 1. ville fremsætte et fredsforslag. Aleksandr 1. mente dog ikke, at det var muligt med en fredelig sameksistens med Napoleons Frankrig, og der kom aldrig noget fredsforslag til Napoleon.
Den 19. oktober, efter fem ugers besættelse af Moskva, forlod Napoleon Moskva. Napoleons hær rådede over 108.000 mand, men hans kavaleri var blevet ødelagt. Langt de fleste heste var udmattede eller døde, og kavaleristerne blev indsat i infanteriet. Uden kavaleri var hæren under sit tilbagetog sårbar overfor kosakkernes angreb. Med begrænsede forsyninger påbegyndte Napoleons hær vejen tilbage til Frankrig. Napoleon ønskede at følge en anden vej under tilbagetoget end den vej, som hans hær var kommet ad. Det skyldtes, at områderne længere sydpå var uberørte af de ødelæggelser, som invasionshæren har ført med sig, ligesom mulighederne for at skaffe forsyninger undervejs ville blive bedre. Han førte herefter hæren mod Kaluga i syd.
Kutuzov ønskede imidlertid at presse Napoleons hær tilbage til den samme rute, som de havde fulgt under invasionen og den franske hær blev angrebet lidt nord for Kaluga ved slaget ved Malojaroslavets ca. 25 km nord for Kaluga. Kutosov blokerede vejen til Kaluga og Napoleon blev tvunget ind på den samme rute til tilbagetoget via Smolensk, som han har kommet ad. Invasionsruten var ødelagt via den russiske brændte jords taktik. Kutosov lod kosakker og let kavaleri løbende angribe de franske flanker og forsyningstropper for at holde Napoleon på vejen mod Smolensk.
Det blev umuligt for Napoleons hær at skaffe tilstrækkelige forsyninger under tilbagetoget. Manglen på græs og foder til hestene ved vinterens begyndelse betød, at de fleste heste døde eller blev slagtet for at skaffe mad til soldaterne. Uden heste forsvandt resterne af kavaleriet, og der var ingen trækdyr til at bringe kanonerne tilbage, eller flytte de sparsomme forsyninger. Meget af det tabte artilleri blev senere erstattet, men tabet af tusindvis af trænede militærheste og trækdyr svækkede den franske hær de næste mange år. Sult og sygdom gjorde kraftigt indhug i de tilbageværende tropper, og deserteringer var omfattende. Mange desertører blev taget til fange eller dræbt af de lokale bønder. De russiske hære angreb resterne af invasionshæren ved Vyazma, Polotsk og Krasnoj. Da resterne af den franske hær krydsede Berezina, blev den påført omfattende tab.
I begyndelsen af november 1812 konstaterede Napoleon, at General Claude de Malet havde forsøgt at tage magten i Frankrig ved et kup. Napoleon forlod hæren den 5. november og drog tilbage til Paris og overlod kommandoen til marskal Joachim Murat. Murat forlod kort tid efter resterne af hæren for at redde, hvad der var tilbage af sit kongerige i Napoli.
I de følgende uger led den franske hær yderligere tab under tilbagetrækningen som følge af sult, udmattelse og kulde i den russiske vinter. Den 14. december 1812 forlod hæren russisk territorium.
Napoleon mistede mere end 500.000 mand under felttoget i Rusland, hvilket gør felttoget til den militæroperation i historien med flest omkomne.
Det er anslået, at Rusland mistede ca. 210.000 mand under kampene. De civile russiske tab var dog enorme, måske op imod 300.000 civile.

## Efterspil
Den russiske sejr over den franske armé i 1812 var et væsentligt tilbageslag for Napoleons ambitioner om europæisk dominans, og Napoleons nederlag var en væsentlig faktor til det senere definitive nederlag i 1815 under Napoleonskrigenes fortsættelse i resten af Europa.
For Rusland blev sejren i Den patriotiske krig et symbol på en styrkelse af national identitet, der fik enorm betydning for russisk patriotisme i 1800-tallet. Sejren gav Rusland anseelse som væsentlig europæisk stormagt.